# Sindalah
Sindalah est une ile de la mer Rouge aménagée pour du tourisme de luxe et faisant partie du programme Neom, situé dans la province de Tabuk en Arabie Saoudite. Sindalah accueille entre autres, un yacht-club, une grande marina de 86 places qui pourra accueillir des yachts jusqu'à 50 mètres, un spa holistique, trois hôtels de luxe, des restaurants et un parcours de golf. Le projet est inauguré en octobre 2024.

## Histoire
Sindalah a ouvert ses portes aux invités le 27 octobre 2024 avec une fête organisée par Robb Report (en) composée de 65 Superyacht (en) avec des célébrités dont Alicia Keys, Katherine Jenkins et Chris Tucker. Au moment de son ouverture, l'île était encore en cours de développement, avec la planification de 413 chambres d'hôtel de luxe et 333 appartements.
Le prince héritier Mohammed ben Salmane, sponsor du projet, était attendu à la cérémonie d'ouverture, mais il ne s'est pas présenté. Le Times a rapporté que Mohammed n'était « pas impressionné » par le mégaprojet et a renvoyé le PDG de Neom, Nadhmi Al-Nasr, peu de temps après.